# Eriachne flaccida
Eriachne flaccida är en gräsart som beskrevs av William Hartley. Eriachne flaccida ingår i släktet Eriachne och familjen gräs. Inga underarter finns listade i Catalogue of Life.